# Рід Ґо-Ходзьо

Родова емблема мон роду Ґо-Ходзьо — «три луски».

Рід Ґо-Ходзьо (яп. 後北条氏, ґо-ходзьо-сі, «пізні Ходзьо») — самурайський рід у середньовічній Японії. Належить до роду Тайра нащадків імператора Камму. Засновником роду є Ісе Морітокі (1456—1519), який після служби у сьоґунаті Муроматі, створив власну «державу» у провінції Ідзу (суч. префектура Сідзуока). Його нащадки змінили родове ім'я «Ісе» на «Ходзьо», апелюючи до спадщини давнього роду Ходзьо, колишнього володаря земель Ідзу. Задля розрізнення роду Ходзьо 12—14 століть з родом Ходзьо 16 століття, у сучасній науковій літературі прийнято називати останніх Ґо-Ходзьо, тобто «Пізніми Ходзьо».
Впродовж 16 століття рід Ґо-Ходзьо зміг підкорити величезний регіон Канто. Центром його володінь стала провінція Саґамі із замком Одавара, найвеличнішим укріпленням періоду «воюючих країн» у Японії. Ґо-Ходзьо змогли утримати обширні території під своїм контролем ведучи безперервну війну проти численних ворогів — родів Асікаґа, Уесуґі, Такеда, Сатомі та інших.
У 1590 році, об'єднувач Японії — Тойотомі Хідейосі — узяв змором замок Одавара і знищив рід Ґо-Ходзьо. Останній голова роду не зміг оправитися від поразки, захворів на віспу і помер 1591 року. Володіння у регіоні Канто перейшли до васала Хідейосі, Токуґави Іеясу.

## Голови роду
| № | Ім'я українською | Ім'я японською | Роки життя | Роки головування |
| - | ---------------- | -------------- | ---------- | ---------------- |
| 1 | Ходзьо Соун      | 北條早雲       | 1456—1519  | 1505—1519        |
| 2 | Ходзьо Удзіцуна  | 北条氏綱       | 1487—1541  | 1519—1541        |
| 3 | Ходзьо Удзіясу   | 北条氏康       | 1515—1571  | 1541—1559        |
| 4 | Ходзьо Удзімаса  | 北条氏政       | 1538—1590  | 1559—1580        |
| 5 | Ходзьо Удзінао   | 北条氏直       | 1562—1591  | 1580—1591        |